# シネマ歌舞伎
シネマ歌舞伎（シネマかぶき、Cinema Kabuki）とは、松竹株式会社が制作する映像作品の名称である。
シネマ歌舞伎は、歌舞伎の舞台公演を高性能カメラで撮影しスクリーンで上映する手法であり、2005年1月、最初の作品である『野田版 鼠小僧』（作・演出:野田秀樹、2003年8月歌舞伎座にて上演）が東京・東劇で公開された。
シネマ歌舞伎の役割は、歌舞伎座改築後の1年間の観客の8割は40代以上であるため、観客の先細りが心配されており、またNHK-BSの減波のため歌舞伎の舞台放送が減少しており、舞台を見る機会が減少しているため、若年層や地方の観客を掘り起こす地道な努力の一環である。効果はまだ明らかではない。
2014年7月までで23作と、「わが心の歌舞伎座」が上映された。
2015年6月の第22作「三人吉三」は、NEWシネマ歌舞伎と称している。

## 作品リスト
| 数     | シネマ歌舞伎公開日                                                 | 公演上演年月                                        | 上演劇場                                    | 作品名                                             | 主な出演者                                                                                                | 備考 | 映像ソフト展開                                                  |
| ------ | ------------------------------------------------------------------ | --------------------------------------------------- | ------------------------------------------- | -------------------------------------------------- | --- | --- | --------------------------------------------------------------- |
| 第1弾  | 2005年1月15日                                                      | 2003年8月                                           | 歌舞伎座                                    | 野田版 鼠小僧                                      | 中村勘三郎ほか                                                                                            | 作・演出：野田秀樹 | 有（DVD・ブルーレイ）                                           |
| 第2弾  | 2006年4月15日                                                      | 2005年5月（鷺娘） ／2005年10月（日高川入相花王）    | 歌舞伎座 （鷺娘／日高川入相花王）           | 坂東玉三郎－鷺娘 日高川入相花王                    | 坂東玉三郎ほか                                                                                            | 2014年以降上映されているのは坂東玉三郎監修により補正・調整を行ったリマスター版                                                                                                  |                                                                 |
| 第3弾  | 2007年1月13日                                                      | 2006年2月                                           | 歌舞伎座                                    | 京鹿子娘二人道成寺                                 | 坂東玉三郎 尾上菊之助                                                                                     | |                                                                 |
| 第4弾  | 2008年1月12日                                                      | 2005年5月                                           | 歌舞伎座                                    | 野田版 研辰の討たれ                                | 中村勘三郎、坂東三津五郎ほか                                                                              | 脚本・演出：野田秀樹 作：木村錦花 脚色：平田兼三郎 | 有（DVD・ブルーレイ）                                           |
| 第5弾  | 2008年5月31日                                                      | 2007年12月                                          | 歌舞伎座                                    | ふるあめりかに袖はぬらさじ                         | 坂東玉三郎ほか                                                                                            | 作：有吉佐和子 演出：戌井市郎 |                                                                 |
| 第6弾  | 2008年10月18日                                                     | 2007年10月                                          | 新橋演舞場                                  | 人情噺文七元結                                     | 中村勘三郎ほか                                                                                            | 監督：山田洋次 | 有（DVD・ブルーレイ）                                           |
| 第7弾  | 2008年12月28日                                                     | 2007年10月（連獅子） ／2008年8月（らくだ）          | 新橋演舞場 （連獅子） ／歌舞伎座 （らくだ） | 連獅子／らくだ                                     | 中村勘三郎、中村勘九郎、中村七之助                                                                        | 1.連獅子 作：河竹黙阿弥 振付：花柳寿輔 シネマ歌舞伎監督：山田洋次 2.らくだ 作：岡鬼太郎 改訂・演出：榎本滋民                                                                    | 有（DVD・ブルーレイ）                                           |
| 第8弾  | 2009年2月28日                                                      | 2008年4月                                           | 歌舞伎座                                    | 刺青奇偶                                           | 中村勘三郎、坂東玉三郎ほか                                                                                | 作：長谷川伸 演出：寺崎裕則 |                                                                 |
| 特別篇 | 2009年5月                                                          | 2009年3月                                           | 中国・蘇州科学技術文化芸術センター          | 坂東玉三郎・中国昆劇合同公演 牡丹亭                | 坂東玉三郎ほか                                                                                            | 監督：十河壮吉 |                                                                 |
| 第9弾  | 2009年7月11月                                                      | 2007年10月                                          | 歌舞伎座                                    | 怪談 牡丹燈籠                                      | 片岡仁左衛門、坂東玉三郎ほか                                                                              | 原作：三遊亭円朝 脚本：大西信行 演出：戌井市郎 |                                                                 |
| 第10弾 | 2009年12月26日                                                     | 2008年11月                                          | 浅草寺境内平成中村座                        | 隅田川続俤 法界坊                                  | 中村勘三郎ほか                                                                                            | 演出：串田和美 | 有（DVD・ブルーレイ）                                           |
| 第11弾 | 2010年05月15日                                                     | 2009年10月 （蜘蛛の拍子舞） 2009年12月 （身替座禅） | 歌舞伎座                                    | 蜘蛛の拍子舞／身替座禅                             | 坂東玉三郎、坂東三津五郎ほか （蜘蛛の拍子舞） ／中村勘三郎、坂東三津五郎ほか （身替座禅）                 | |                                                                 |
| 第12弾 | 2010年10月16日                                                     | 2009年12月                                          | 歌舞伎座                                    | 大江戸りびんぐでっど                               | 中村勘三郎、市川染五郎、中村七之助ほか                                                                    | 作・演出：宮藤官九郎 | 有（DVD・ブルーレイ）                                           |
| (-)    | 2011年1月15日                                                      |                                                     |                                             | わが心の歌舞伎座                                   | 市川團十郎、坂田藤十郎、七世中村芝翫ほか                                                                  | 歌舞伎座さよなら公演記念ドキュメンタリー作品 監督：十河壮吉 | 有（DVD・ブルーレイ）                                           |
| 第13弾 | 2011年6月25日                                                      | 2009年6月                                           | 歌舞伎座                                    | 女殺油地獄                                         | 片岡仁左衛門                                                                                              | |                                                                 |
| 第14弾 | 2011年10月8日                                                      | 2010年4月                                           | 歌舞伎座                                    | 一谷嫩軍記 熊谷陣屋                                | 中村吉右衛門ほか                                                                                          | 作≪推定≫：並木宗輔 平成22年4月歌舞伎座さよなら公演より |                                                                 |
| 第15弾 | 2012年1月21日                                                      | 2009年7月                                           | 歌舞伎座                                    | 天守物語                                           | 坂東玉三郎ほか                                                                                            | 作：泉鏡花 演出：戌井市郎 演出：坂東玉三郎 |                                                                 |
| 第16弾 | 2012年2月18日                                                      | 2009年7月                                           | 歌舞伎座                                    | 海神別荘                                           | 坂東玉三郎ほか                                                                                            | 作：泉鏡花 演出：戌井市郎 演出：坂東玉三郎 |                                                                 |
| 第17弾 | 2012年3月17日                                                      | 2011年2月                                           | 博多座                                      | 高野聖                                             | 坂東玉三郎、中村獅童ほか                                                                                  | 作：泉鏡花 補綴・演出：石川耕士 補綴・演出：坂東玉三郎 |                                                                 |
| 第18弾 | 2012年9月29日                                                      | 2010年2月                                           | 歌舞伎座                                    | 籠釣瓶花街酔醒                                     | 中村勘三郎、坂東玉三郎、片岡仁左衛門ほか                                                                  | 作・三世河竹新七 十七代目中村勘三郎二十三回忌追善、歌舞伎座さよなら公演より |                                                                 |
| 第19弾 | 2013年9月28日                                                      | 2012年6月                                           | 新橋演舞場                                  | 三代猿之助四十八撰の内 スーパー歌舞伎 ヤマトタケル | 市川猿之助、市川中車、市川團子ほか                                                                        | 作：梅原猛 監修：奈河彰輔 脚本・演出：市川猿翁 ※劇中にて市川猿之助、市川中車襲名披露口上あり                                                                                    |                                                                 |
| 第20弾 | 2013年11月30日                                                     | 2009年1月                                           | 歌舞伎座                                    | 新歌舞伎十八番の内春興鏡獅子                       | 中村勘三郎、片岡千之助、中村玉太郎ほか                                                                    | |                                                                 |
| （-）  | 2014年3月21日（ＴＯＨＯシネマズ日本橋のみ3月20日先行公開）         | 2012年12月                                          | 日生劇場                                    | グランドシネマ 日本橋                              | 坂東玉三郎、松田悟志ほか                                                                                  | 作：泉鏡花 演出：齋藤雅文 演出：坂東玉三郎 |                                                                 |
| 第21弾 | 2015年1月17日                                                      | 2014年3月                                           | 歌舞伎座                                    | 二人藤娘／日本振袖始                               | 坂東玉三郎、中村七之助（二人藤娘） 坂東玉三郎、中村勘九郎ほか（日本振袖始）                               | |                                                                 |
| 第22弾 | 2015年6月                                                          | 2014年6月                                           | シアターコクーン                            | NEWシネマ歌舞伎 コクーン歌舞伎三人吉三             | 中村勘九郎、中村七之助、尾上松也ほか                                                                      | 演出・美術・監督：串田和美 | 有（DVD・ブルーレイ）                                           |
| 第23弾 | 2016年2月13日                                                      | 2004年4月（棒しばり） /2013年6月（喜撰）            | 歌舞伎座                                    | 喜撰／棒しばり                                     | 中村勘三郎、坂東三津五郎ほか（棒しばり） ／坂東三津五郎ほか（喜撰）                                       | |                                                                 |
| 第24弾 | 2016年6月25日                                                      | 2015年7月                                           | 新橋演舞場                                  | 歌舞伎NEXT 阿弖流為〈アテルイ〉                    | 市川染五郎、中村勘九郎、中村七之助ほか                                                                    | 作：中島かずき 演出：いのうえひでのり | 有（DVD・ブルーレイ）                                           |
| 第25弾 | 2016年10月                                                         | 2015年11月                                          | 新橋演舞場                                  | スーパー歌舞伎II ワンピース                        | 市川猿之助、市川右團次、坂東巳之助、中村隼人ほか                                                          | 原作：尾田栄一郎 脚本・演出：横内謙介 演出：市川猿之助 スーパーバイザー：市川猿翁                                                                                               |                                                                 |
| 第26弾 | 2017年1月7日                                                       | 2015年10月                                          | 歌舞伎座                                    | 壇浦兜軍記 阿古屋                                  | 坂東玉三郎ほか                                                                                            | |                                                                 |
| 第27弾 | 2017年6月3日                                                       | 2016年8月                                           | 歌舞伎座                                    | 東海道中膝栗毛〈やじきた〉                         | 松本幸四郎、市川猿之助ほか                                                                                | 原作：十返舎一九 構成：杉原邦生 脚本：戸部和久 脚本・演出：市川猿之助 〈シネマ歌舞伎 制作スタッフ〉 監督：浜本正機 撮影監督：鈴木達夫 サウンドデザイン：瀬川徹夫 音楽：富貴晴美 | 有（DVD・ブルーレイ）                                           |
| 第28弾 | 2017年9月30日                                                      | 2016年6月                                           | シアターコクーン                            | NEWシネマ歌舞伎 四谷怪談                           | 中村獅童、中村勘九郎、中村七之助、中村扇雀ほか                                                            | 監督：串田和美 |                                                                 |
| 第29弾 | 2017年11月25日                                                     | 2012年5月                                           | 平成中村座                                  | め組の喧嘩                                         | 中村勘三郎ほか                                                                                            | |                                                                 |
| 第30弾 | 2018年1月                                                          | 2016年12月 （京鹿子娘道成寺、二人椀久）             | 歌舞伎座                                    | 京鹿子娘五人道成寺／二人椀久                       | 坂東玉三郎、中村勘九郎、中村七之助、中村梅枝、中村児太郎ほか（京鹿子娘五人道成寺） 坂東玉三郎、中村勘九郎 | |                                                                 |
| 第31弾 | 2018年6月9日                                                       | 2017年8月                                           | 歌舞伎座                                    | 東海道中膝栗毛 歌舞伎座捕物帖                      | 松本幸四郎、市川猿之助ほか                                                                                | 原作：十返舎一九 構成：杉原邦生 脚本：戸部和久 脚本・演出：市川猿之助 | 有（DVD・ブルーレイ）                                           |
| 第32弾 | 2019年1月12日                                                      | 2017年10月（沓手鳥孤城落月） ／2017年12月（楊貴妃） | 歌舞伎座                                    | 沓手鳥孤城落月／楊貴妃                             | 坂東玉三郎、中村七之助、尾上松也ほか（沓手鳥孤城落月） 坂東玉三郎ほか（楊貴妃）                           | 1.沓手鳥孤城落月 作：坪内逍遥 2.楊貴妃 作：夢枕獏 作曲：唯是震一 シネマ歌舞伎編集・監修：坂東玉三郎                                                                             |                                                                 |
| 第33弾 | 2019年4月5日                                                       | 2017年8月                                           | 歌舞伎座                                    | 野田版 桜の森の満開の下                            | 中村勘九郎、中村七之助、松本幸四郎ほか                                                                    | 坂口安吾作品集より 作・演出：野田秀樹 | 有（DVD・ブルーレイ）                                           |
| 第34弾 | 2019年11月8日                                                      | 2018年7月                                           | 大阪松竹座                                  | 女殺油地獄（幸四郎）                               | 松本幸四郎、市川猿之助ほか                                                                                | 十代目松本幸四郎襲名記念シネマ歌舞伎 監督：井上昌典（松竹撮影所） |                                                                 |
| 第35弾 | 2020年1月3日                                                       | 2009年4月                                           | 歌舞伎座                                    | 廓文章 吉田屋                                      | 片岡仁左衛門、坂東玉三郎ほか                                                                              | |                                                                 |
| 第36弾 | 2020年10月2日                                                      | 2019年6月                                           | 歌舞伎座                                    | 三谷かぶき 月光露針路日本 風雲児たち               | 松本幸四郎、市川猿之助、片岡愛之助、松本白鷗ほか                                                          | 原作：みなもと太郎「風雲児たち」 作・演出：三谷幸喜 |                                                                 |
| 第37弾 | 2021年6月4日                                                       | 2009年1月                                           | 歌舞伎座                                    | 鰯賣戀曳網                                         | 中村勘三郎、坂東玉三郎ほか                                                                                | 作：三島由紀夫 |                                                                 |
| 第38弾 | 2022年4月8日                                                       | 2021年4月                                           | 歌舞伎座                                    | 桜姫東文章 上の巻                                  | 清玄・釣鐘権助：片岡仁左衛門 白菊丸・桜姫：坂東玉三郎                                                     | 原作：鶴屋南北 補綴：郡司正勝 |                                                                 |
| 第39弾 | 2022年4月29日                                                      | 2021年6月                                           | 歌舞伎座                                    | 桜姫東文章 下の巻                                  | 清玄・釣鐘権助：片岡仁左衛門 白菊丸・桜姫：坂東玉三郎                                                     | 原作：鶴屋南北 補綴：郡司正勝 |                                                                 |
| (-)    | 2020年2月14日 （ディレイビューイング） 2022年10月21日 シネマ歌舞伎 | 2019年12月                                          | 新橋演舞場                                  | 新作歌舞伎 風の谷のナウシカ 前編                   | 尾上菊之助 (5代目)、中村七之助ほか                                                                        | 原作：宮崎駿（徳間書店刊） 脚本：丹羽圭子、戸部和久 演出：G2 協力：スタジオジブリ                                                                                               | 有（DVD・ブルーレイ） 前後編セット（ブルーレイ2枚組、DVD4枚組） |
| (-)    | 2020年2月28日 （ディレイビューイング） 2022年11月11日シネマ歌舞伎  | 2019年12月                                          | 新橋演舞場                                  | 新作歌舞伎 風の谷のナウシカ 後編                   | 尾上菊之助 (5代目)、中村七之助ほか                                                                        | 原作：宮崎駿（徳間書店刊） 脚本：丹羽圭子、戸部和久 演出：G2 協力：スタジオジブリ                                                                                               | 有（DVD・ブルーレイ） 前後編セット（ブルーレイ2枚組、DVD4枚組） |
| (-)    | 2024年4月5日                                                       | 2023年7月                                           | 新橋演舞場                                  | 刀剣乱舞 月刀剣縁桐                                | 尾上松也ほか                                                                                              | 原案：「刀剣乱舞 ONLINE」より（DMM GAMES/NITRO PLUS） 脚本：松岡亮 演出：尾上菊之丞、尾上松也                                                                                   |                                                                 |
| (-)    | 2025年1月3日                                                       | 2010年2月                                           | 歌舞伎座                                    | ぢいさんばあさん                                   | 片岡仁左衛門、坂東玉三郎ほか                                                                              | 原作：森鴎外 作・演出：宇野信夫 |                                                                 |
| (-)    | 2025年9月26日(予定)                                                | 2024年10月                                          | 歌舞伎座                                    | 源氏物語 六条御息所の巻                            | 坂東玉三郎、市川染五郎ほか                                                                                | |                                                                 |
| (-)    | 2026年1月2日(予定)                                                 | 2024年11、12月                                      | 新橋演舞場                                  | 歌舞伎NEXT 朧の森に棲む鬼（幸四郎版）              | | |                                                                 |
| (-)    | 2026年1月23日(予定)                                                | 2024年11、12月                                      | 新橋演舞場                                  | 歌舞伎NEXT 朧の森に棲む鬼（松也版）                | | |                                                                 |

## シネマ歌舞伎クラシック作品リスト
| シネマ歌舞伎公開日 | 公演上演年月 | 上演劇場           | 作品名                  | 主な出演者 | 備考     |
| 第1弾              | 第1弾        | 第1弾              | 第1弾                   | 第1弾 | 第1弾    |
| ------------------ | ------------ | ------------------ | ----------------------- | --- | -------- |
| 2013年6月29日      | 1981年1月    | 歌舞伎座 （第4期） | 隅田川                  | 中村歌右衛門（六世） 中村勘三郎（十七世） |          |
| 2013年6月29日      | 1983年1月    | 歌舞伎座 （第4期） | 本朝廿四孝 十種香       | 中村雀右衛門（四世） 中村芝翫（七世） 實川延若（三世） 中村福助（現・梅玉） 片岡仁左衛門（十三世） 尾上梅幸（七世）                                   |          |
| 2013年6月29日      | 1981年5月    | 歌舞伎座 （第4期） | 梅雨小袖昔八丈 髪結新三 | 中村勘三郎（十七世） 尾上梅幸（七世） 中村芝翫（七世） 中村勘九郎（十八世勘三郎） 市村羽左衛門（十七世） 片岡仁左衛門（十三世）                       |          |
| 2013年6月29日      | 1997年9月    | 歌舞伎座 （第4期） | 二人椀久                | 中村雀右衛門（四世） 中村富十郎（五世） | 二本立て |
| 2013年6月29日      | 1984年4月    | 歌舞伎座 （第4期） | 年増                    | 中村芝翫（七世） | 二本立て |
| 第2弾              |              |                    |                         | |          |
| 2014年7月12日      | 1980年11月   | 歌舞伎座 （第4期） | 勧進帳                  | 尾上松緑（二世） 尾上梅幸（七世） 片岡我當 市川左團次 中村勘九郎（十八世勘三郎） 河原崎権十郎（三世） 市川百々丸現・高麗蔵 中村勘三郎（十七世）       |          |
| 2014年7月12日      | 1982年11月   | 歌舞伎座 （第4期） | 身替座禅                | 中村勘三郎（十七世） 中村勘九郎（十八世勘三郎） 中村児太郎（現・福助） 市村家橘 市村羽左衛門（十七世）                                                |          |
| 2014年7月12日      | 1990年2月    | 歌舞伎座 （第4期） | 船弁慶                  | 中村富十郎（五世） 片岡我當 市村萬次郎 大谷友右衛門 中村浩太郎（現・扇雀） 片岡進之介 中村玉太郎（現・松江） 片岡亀蔵 澤村藤十郎 坂東三津五郎（九世） |          |

## 特色
シネマ歌舞伎という手法は、松竹が持つ以下の特色を生かして開発されたものである。
- 映画・演劇双方の制作・興行・配給の実績を持つ会社である。
- 現在の歌舞伎の興行については、そのほとんどを松竹が手がけている。

また、撮影には、SONYのテレビ用HDカメラが使用されている。
2008年9月には、銀座・ソニービルにて「シネマ歌舞伎展」が開催され、予告編を中心に編集した特別映像やメイキング映像の上映、撮影に使われた機材や道具類の展示が行われた。

## 制作方法
2008年現在、シネマ歌舞伎の制作には以下の2種類の方法がとられている。
1. 舞台をそのまま録画する。
2. 映画監督が舞台演出にも関わり、撮影後の映像を編集する。（『人情噺文七元結』『連獅子』の制作に映画監督の山田洋次が携わった。）

法界坊以降の作品では、上映画質が低下しているといわれている。
第1作は東劇のみ上映で、その後もフィルムの巡回上映で5館だったため赤字だったが、2009年「法界坊」からデジタル化されて黒字化でき、「春鏡鏡獅子」（2013年）では39館上映になった。

## 上映形式
松竹株式会社では、シネマ歌舞伎を「映画でもなく歌舞伎でもない『新しいメディア』」と位置づけており（同社公式サイトより）、通常の映画作品とは異なるルートで公開している。
シネマ歌舞伎の上映形式には以下の特徴がある。
- 上映は東劇（東京・東銀座）を中心とした松竹系の劇場で、順次ロードショーの形式を取っており、全国同時公開ではない。
- 松竹系の劇場での鑑賞料金は2,000円の一律料金。

「シネマ歌舞伎クラシック」（東劇のみ上映）を2013年6月、2014年7月び公開した。